# Argemiro Roque
Argemiro Roque, född 30 oktober 1923, död 5 februari 1998, var en friidrottare från Brasilien. Han deltog vid olympiska sommarspelen 1952.